# Federalisme
Het federalisme is een staatsvorm waarin de soevereiniteit wordt gedeeld tussen het centrale, nationale of federale niveau en de deelstaten.
Aan de afzonderlijke delen (deelstaten) wordt vaak een relatief grote mate van zelfstandigheid toegekend. In federaties die ooit zijn gesticht door destijds zelfstandige staten – dit geldt bijvoorbeeld voor Zwitserland en de Verenigde Staten van Amerika – bestaat het nationale of federale niveau slechts bij de gratie van die deelstaten. In zogenaamde 'federaties' die vanuit een centrale macht zijn ontstaan – bijvoorbeeld de Russische Federatie – geldt dit minder tot helemaal niet.
Een staat die als federatie is ingericht heet een bondsstaat of federale staat. De soevereiniteit is dus verdeeld tussen het geheel (de federale staat, de nationale overheid) en de delen (de (deel)staten, Länder, kantons) die deels ook hun eigen rechtsordening hebben.

Een overzicht van federale staten.

## Organisatie
Een federale staat ofwel bondsstaat bestaat uit één centrale overheid en een aantal deelgebieden. Deze hebben alle eigen bevoegdheden die niet door het centrale gezag ingeperkt kunnen worden, een eigen volksvertegenwoordiging, en een eigen regering. Dit machtsevenwicht is steeds grondwettelijk vastgelegd. In sommige federale staten hebben de deelgebieden ook constitutieve autonomie; deze kunnen hun eigen interne organisatie (aard en grenzen van de intermediaire en lokale overheden, de kantons, provincies en gemeenten) vaststellen. Soms hebben de deelgebieden ook een eigen grondwet.
De regeringen van de deelgebieden noemt men deelregeringen. In een federale staat beschikken de deelregeringen over een redelijke tot grote mate van eigen fiscale inkomsten. Daarvan bepalen ze zelf de hoogte en de heffingsmodaliteiten. Daarnaast genieten ze dikwijls ook van middelen uit de centrale schatkist - bijvoorbeeld voor taken die de centrale overheid hun toevertrouwt. Ten slotte bestaan er in de meeste federale staten regelingen voor solidariteit tussen de rijkere en de minder rijke deelgebieden.

### Kenmerken
In de eerste plaats wordt een bondsstaat gekarakteriseerd door het feit dat de staten die deel uitmaken van de unie een gemeenschappelijk bindende grondwet bezitten.
Andere kenmerken zijn:
- Er zijn altijd minstens twee juridische ordeningen.
- De deelstaten nemen altijd als zodanig deel aan het wetgevend werk van de unie. In sommige gevallen is deze deelname beperkt tot die thema's die niet tot de exclusieve bevoegdheid van de federatie behoren.
- De deelstaten nemen in principe deel aan de herziening van de federale grondwet, die niet eenzijdig tegen hun wil in kan worden gewijzigd.
- De residuaire bevoegdheid zou meestal aan de deelstaten toekomen.
- De deelstaten beschikken over eigen middelen.
- De meeste federale staten kennen een Grondwettelijk Hof, dat belast is met het toetsen van de grondwettelijkheid van de federale wetten en controleert of de bevoegdheidsverdeling wordt gerespecteerd.

## Voorbeelden
Voorbeelden zijn de Verenigde Staten, de Russische Federatie, Zwitserland, Canada, Duitsland, Oostenrijk, Australië, België, India, Ethiopië, Maleisië en de Verenigde Arabische Emiraten. In theorie was ook de vroegere Sovjet-Unie een federatie. In praktijk vertoonde zij echter geen federalisme in haar centrale besluitvorming. De macht was er immers gemonopoliseerd in de dictatuur van de (centrale) communistische partij.
In het Verenigd Koninkrijk is er sprake van een asymmetrische federale structuur. Schotland heeft wel een eigen parlement met wetgevende bevoegdheid en regering, Wales en Noord-Ierland hebben enkel budgetterende bevoegdheid, en Engeland heeft geen eigen deelstaatstructuren. Het VK is overigens formeel een eenheidsstaat.
In België is er een evolutie merkbaar richting het overhevelen van meer bevoegdheden naar de deelstaten en zelfs confederalisme. De oorzaak hiervan is deels gelegen in de culturele en taalkundige verschillen tussen Nederlands- en Franstaligen. Daardoor verschilt men op het federale niveau, waar men verplicht is om coalitieregeringen te sluiten over de taalgrenzen heen, dikwijls van mening.

## Federale staten in de wereld
Van de 196 internationaal erkende, onafhankelijke staten in de wereld, zijn er (de jure) 28 federaties:
| Bondsstaat                   | Artikel over deelstaten                                         |
| ---------------------------- | --------------------------------------------------------------- |
| Argentinië                   | Provincies van Argentinië                                       |
| Australië                    | Lijst van staten en territoria van Australië                    |
| België                       | Federalisering in België                                        |
| Bosnië en Herzegovina        | Bestuurlijke indeling van Bosnië en Herzegovina                 |
| Brazilië                     | Staten van Brazilië                                             |
| Canada                       | Provincies en territoria van Canada                             |
| Comoren                      | Deelstaten van de Comoren                                       |
| Duitsland                    | Deelstaten van Duitsland                                        |
| Ethiopië                     | Staten van Ethiopië                                             |
| India                        | Staten en territoria van India                                  |
| Irak                         | Deelgebieden van Irak                                           |
| Maleisië                     | Lijst van staten en territoria van Maleisië                     |
| Mexico                       | Staten van Mexico                                               |
| Micronesië                   | Deelstaten van Micronesia                                       |
| Nederland                    | Staatkundige hervormingen binnen het Koninkrijk der Nederlanden |
| Nepal                        | Regio's van Nepal                                               |
| Nigeria                      | Bestuurlijke indeling van Nigeria                               |
| Oostenrijk                   | Deelstaten van Oostenrijk                                       |
| Pakistan                     | Bestuurlijke indeling van Pakistan                              |
| Rusland                      | Deelgebieden van Rusland                                        |
| Saint Kitts en Nevis         | Bestuurlijke indeling van Saint Kitts en Nevis                  |
| Soedan                       | Staten van Soedan                                               |
| Somalië                      | Bestuurlijke indeling van Somalië                               |
| Venezuela                    | Staten van Venezuela                                            |
| Verenigde Arabische Emiraten | Emiraten van de Verenigde Arabische Emiraten                    |
| Verenigde Staten             | Deelstaten en territoria van de Verenigde Staten                |
| Zuid-Soedan                  | Staten van Zuid-Soedan                                          |
| Zwitserland                  | Kantons van Zwitserland (vanaf 1848)                            |

## Kenmerken en soorten

### Centripetaal versus centrifugaal federalisme
Centripetaal federalisme geldt als het klassieke federale model. Het zijn federale staten die gegroeid zijn uit een aantal onafhankelijke entiteiten die door samenwerking gezamenlijk een aantal bevoegdheden wilden uitoefenen. Er is een sterke tendens naar een belangrijke rol voor de centrale overheid. Voorbeelden van centripetale federale staten zijn: Duitsland, Oostenrijk, de Verenigde Staten en Zwitserland.
Centrifugaal federalisme is een fenomeen dat sinds de 20e eeuw een sterke opgang maakt. Het gaat om voormalige unitaire staten waar het centrale gezag geleidelijk aan afkalft. Voorbeelden van centrifugale federale staten zijn: België, Spanje en het Verenigd Koninkrijk. Zie ook devolutie.

### Duaal versus coöperatief federalisme
In een duaal federalisme hebben de federale overheid enerzijds en de deelstaten anderzijds, elk hun eigen exclusieve bevoegdheden. Dit gaat normaal gezien gepaard met een scheiding en nevenschikking van beide overheden en gaat er dus van uit dat er zo goed als geen overlapping of "botsing" is tussen de uitoefening van de bevoegdheden van elke overheid. Een voorbeeld van een land met een duaal federalisme is vooral België, waar deelstaten in principe exclusieve bevoegdheden hebben en waar decreten niet ondergeschikt zijn aan (federale) wetten. Ook in de Verenigde Staten werd deze theorie toegepast in de 19de eeuw, maar nu is er eerder een voorbeeld van coöperatief federalisme.
In een coöperatief federalisme zijn er wel bevoegdheden die de federale en regionale overheden delen, waardoor er dus "samengewerkt" moet worden. Hierbij is een onderschikking van de deelstaten ten opzichte van het federale niveau noodzakelijk. Dit is de meest gangbare vorm van federalisme.
De term "duaal federalisme" wordt soms ook gebruikt voor een ander fenomeen in het Belgisch federalisme, namelijk het bestaan van zowel gemeenschappen als gewesten die beide apart heel het Belgisch grondgebied omvatten. Zie in deze context ook bipolair federalisme.

### Symmetrisch versus asymmetrisch
In een symmetrisch federalisme hebben (zo goed als) alle deelstaten een gelijk statuut en dezelfde bevoegdheden. Dit is bijvoorbeeld zo in Duitsland en Zwitserland.
In een asymmetrisch federalisme zijn er daarentegen verschillende types deelstaten die niet allemaal evenveel autonomie hebben. In Rusland bijvoorbeeld zijn er verschillende types deelstaten. In Canada bepaalt de Grondwet een symmetrisch federalisme maar in de praktijk is deze asymmetrisch.
De Verenigde Staten is symmetrisch voor zover de 50 staten betreft. Binnen de VS bevinden zich echter Washington DC en nog andere gebieden die minder of meer autonomie hebben.

### Federalisme versus confederalisme
Federalisme wordt soms verward met confederalisme. Confederalisme is een lossere samenwerking tussen staten die voorheen meestal onafhankelijk waren. De deelstaten behouden echter volledig zelfbeschikkingsrecht. Het Oude Eedgenootschap - de voorloper van het huidige Zwitserland - was een confederale staat; in het midden van de 19e eeuw werden er echter de soevereine bevoegdheden van de kantons afgeschaft.
Qua aard van de staatsstructuur staat federalisme vooral tegenover de centrale of unitaire staat. Deze kent slechts één regering, voor het centrale bestuur, en daaronder enkel intermediaire en lokale besturen. Deze beschikken hoogstens over een bestuurlijke, uitvoerende autonomie. Voorbeelden van centrale staten zijn Nederland, Frankrijk, Ierland, de Scandinavische landen, Italië, Portugal, Griekenland en de meeste landen in Afrika, Azië, Amerika en Oceanië.

## Federalisme als politiek idee
De geschiedenis van het federalisme als idee om de samenleving te ordenen is eeuwenoud. De eerste moderne omzetting werd echter eerst in de 18e eeuw gedaan met de onafhankelijkheid van de Verenigde Staten. De voordenkers hiervan waren Alexander Hamilton, James Madison en John Jay, die hun ideeën in The Federalist Papers neerschreven. In dezelfde periode schreef Saint-Simon dat Europa beter geregeerd zou worden indien alle naties behalve hun eigen parlement ook een algemeen internationaal parlement zouden erkennen voor de beslechting van strijd tussen de naties. De anarchist Pierre-Joseph Proudhon legde in zijn Du principe fédératif het beginsel van een sociaal federalisme neer, waarin de lokale gemeenschap centraal staat. Dit inspireerde later de beide voormannen van de Ordre nouveau Alexandre Marc en Denis de Rougemont. In Nederland vond dit federalisme op personalistische grondslag tijdens de Tweede Wereldoorlog weerklank bij onder meer de socialistische voorman Hendrik Brugmans, de eerste voorzitter van de naoorlogse Europese Unie van Federalisten. Na het einde van de Tweede Wereldoorlog kwam Altiero Spinelli met zijn Ventotene Manifest, waarin hij zijn gedachten over een verenigd en federaal Europa uiteenzet. Meer liberaal, echter evenzeer beïnvloed door het federalistische idee, waren de grondleggers van het functionalisme: Robert Schuman en Jean Monnet. Monnet’s idee van een Europees federalisme is het tegenovergestelde van federalisme en dus soevereiniteit op nationaal niveau. Zo werd met het verdrag van Maastricht (1992) en de Europese grondwet (2007)* de nationale soevereiniteit van Europese lidstaten de facto afgeschaft ten gunste van een federaal Europa.  
- De Europese grondwet werd geratificeerd door parlementen en regeringsleiders onder een nieuwe naam (verdrag van Lissabon, 2007) na nationale referenda (in 2005) waarin die grondwet, toen nog onder de naam Verdrag van Maastricht, werd verworpen door inwoners van Frankrijk en Nederland.

## Verwante begrippen
Andere staatsvormen dan het federalisme zijn:
- De eenheidsstaat, bijvoorbeeld Nederland en Frankrijk.
- De statenbond of het confederalisme, bijvoorbeeld Zwitserland voor 1848.